# کاراته در المپیک تابستانی ۲۰۲۰ – کاتا زنان
مسابقات کاتا زنان در کاراته در بازی‌های المپیک تابستانی ۲۰۲۰ در تاریخ ۵ اوت ۲۰۲۱ در نیپون بودوکان برگزار شد.

## قالب
شرکت‌کنندگان در دو گروه ۵ نفره تقسیم شدند و هر کدام به نوبت دو مرحله کاتا را در مرحله حذفی اجرا کردند. سه شرکت‌کننده برتر با میانگین امتیاز بهتر در هر گروه به مرحله رتبه‌بندی راه یافتند و در آنجا مرحله سوم کاتا را اجرا کردند. برنده گروه A در مسابقه مدال طلا با برنده گروه B روبرو شد. دو مدال برنز در مسابقات کاتا اهدا شد. نایب‌قهرمان گروه A در مسابقه مدال برنز با نفر سوم گروه B روبرو شد، در حالی که نایب‌قهرمان گروه B در یک مسابقه مدال برنز دیگر با نفر سوم گروه A روبرو شد.

## تقویم
همه زمان‌ها به وقت محلی است (UTC+9).
| تاریخ               | زمان                          | مرحله                                                                        |
| ------------------- | ----------------------------- | ---------------------------------------------------------------------------- |
| پنجشنبه، ۵ اوت ۲۰۲۱ | ۱۰:۰۰ ۱۱:۲۵ ۱۹:۳۰ ۱۹:۵۰ ۲۰:۰۰ | مرحله حذفی مرحله رتبه‌بندی مسابقات مدال برنز مسابقه مدال طلا مراسم اهدای مدال |

## نتایج

### مراحل حذفی و رتبه‌بندی
گروه A
| ورزشکار                 | ۱     | ۲     | میانگین | رتبه | ۳         | رتبه      | صلاحیت           |
| ----------------------- | ----- | ----- | ------- | ---- | --------- | --------- | ---------------- |
| ساندرا سانچز (ESP)      | ۲۷.۲۶ | ۲۷.۶۰ | ۲۷.۴۳   | ۱    | ۲۷.۸۶     | ۱         | مسابقه مدال طلا  |
| گریس لائو (HKG)         | ۲۵.۶۸ | ۲۶.۶۲ | ۲۶.۱۵   | ۲    | ۲۶.۴۰     | ۲         | مسابقه مدال برنز |
| ساکورا کوکومای (USA)    | ۲۵.۴۲ | ۲۶.۰۸ | ۲۵.۷۵   | ۳    | ۲۵.۵۴     | ۳         | مسابقه مدال برنز |
| یاسمین یوتنر (GER)      | ۲۴.۴۲ | ۲۴.۱۶ | ۲۴.۲۹   | ۴    | راه نیافت | راه نیافت | راه نیافت        |
| پولکسنیا یوانوسکا (MKD) | ۲۳.۸۰ | ۲۴.۰۰ | ۲۳.۹۰   | ۵    | راه نیافت | راه نیافت | راه نیافت        |

گروه B
| ورزشکار               | ۱     | ۲     | میانگین | رتبه | ۳         | رتبه      | صلاحیت           |
| --------------------- | ----- | ----- | ------- | ---- | --------- | --------- | ---------------- |
| کیو شیمیزو (JPN)      | ۲۷.۴۰ | ۲۸.۰۰ | ۲۷.۷۰   | ۱    | ۲۷.۸۶     | ۱         | مسابقه مدال طلا  |
| ویویانا بوتارو (ITA)  | ۲۵.۵۴ | ۲۵.۶۰ | ۲۵.۵۷   | ۲    | ۲۶.۴۶     | ۲         | مسابقه مدال برنز |
| دیلارا بوزان (TUR)    | ۲۴.۴۶ | ۲۵.۰۶ | ۲۴.۷۶   | ۳    | ۲۵.۷۸     | ۳         | مسابقه مدال برنز |
| الکساندرا فراچی (FRA) | ۲۴.۳۲ | ۲۴.۴۸ | ۲۴.۴۰   | ۴    | راه نیافت | راه نیافت | راه نیافت        |
| آندریا آناکان (NZL)   | ۲۳.۴۶ | ۲۳.۷۸ | ۲۳.۶۲   | ۵    | راه نیافت | راه نیافت | راه نیافت        |

### مسابقات مدال برنز
| ۵ اوت ۱۹:۳۰ | گریس لائو (HKG) | ۲۶.۹۴–۲۶.۵۲ | دیلارا بوزان (TUR) |  |

| ۵ اوت ۱۹:۴۰ | ساکورا کوکومای (USA) | ۲۵.۴۰–۲۶.۴۸ | ویویانا بوتارو (ITA) |  |

### مسابقه مدال طلا
| ۵ اوت ۱۹:۵۰ | ساندرا سانچز (ESP) | ۲۸.۰۶–۲۷.۸۸ | کیو شیمیزو (JPN) |  |